# پرچم جزیره کریسمس
پرچم جزیره کریسمس با تناسب ۱:۲ نخست به‌طور غیر رسمی در سال ۱۹۸۶ پذیرفته شد. این پرچم، طرح برگزیدهٔ مسابقه‌ای بود که برای طراحی پرچم این قلمرو برگزار شده و طرح تونی کوچ از سیدنیِ استرالیا برگزیده شد. پرچم جزیرهٔ کریسمس سرانجام در ۲۶ ژانویهٔ ۲۰۰۲ در روز استرالیا به‌طور رسمی مورد پذیرش قرار گرفت.

## مشخصات
زمینهٔ پرچم جزیرهٔ کریسمس به‌صورت مورب به دو قسمت آبی و سبز تقسیم شده و ۴ ستارهٔ سفیدرنگ هفت‌پر و یک ستارهٔ کوچکتر پنج‌پر، چلیپایی جنوبی را در نیمهٔ آبی پرچم تشکیل می‌دهند. پرنده استوایی طلایی‌رنگی در نیمهٔ سبز پرچم قرار دارد و بخش میانی پرچم را، دایره‌ای طلایی‌رنگ حاوی نقشهٔ جزیره به رنگ سبز تشکیل می‌دهد.